# NGC 5295
NGC 5295 este o galaxie lenticulară situată în constelația Girafa. A fost descoperită în 20 decembrie 1797 de către William Herschel.